# 岩井の胡麻油
岩井の胡麻油株式会社（いわいのごまあぶら）は、神奈川県横浜市神奈川区に本社を置き、ごま油の製造を行う企業。1857年（安政4年）に、千葉県佐倉市で創業した。

## 沿革
- 1857年（安政4年） - 創業者の岩井藤七、千葉県佐倉市で搾油業を開始。
- 1873年（明治6年） - 佐倉市に製油工場を設置。
- 1893年（明治26年） - 横浜市神奈川区御殿町（現在の神奈川2丁目・神奈川本町・東神奈川1丁目付近[1]）に搾油工場を開設。
- 1900年（明治33年） - 工場を神奈川区青木町に移転、岩井製油合資会社設立。
- 1914年（大正3年） - 神奈川区星野町に工場を新設。
- 1926年（大正15年） - 岩井製油肥料合名会社に社名変更。
- 1947年（昭和22年）8月27日 - 岩井製油株式会社設立。
- 1970年（昭和45年）4月 - 岩井の胡麻油株式会社に社名変更。
- 2005年（平成17年）4月 - 橋本町に本社・新工場移転。
- 2009年（平成21年） - 2月に、横浜市経済局による知的財産を活用している企業に対しての評価制度である「横浜価値組企業」に食品メーカーとして初めて認定された[2]ほか、同年2月に工場緑化に対し横浜市建築物緑化認定、4月に横浜型地域貢献企業認定に認定された。
- 2011年（平成23年）4月 - 横濱特選純正黒胡麻油および横浜特選胡麻辣油が、横濱001ヨコハマ・グッズに認定された[3]。

## 主な製品
- ごま油
- ラー油
- ねり胡麻
- 油粕
- ネオ無量寿（ごま油を使用した健康食品）